# Elphège Baude
Pour les articles homonymes, voir Baude.
Elphège Baude, ou Pierre Jacques Elphège baron Baude, est un ingénieur des ponts et chaussées né à Paris le 15 juillet 1826 et tué d'une balle perdue pendant la Commune de Paris, près de la place Vendôme, le 21 mars 1871 . 

## Biographie
Elphège Baude est le fils de Jean-Jacques Baude, membre de l'Académie des sciences morales et politiques. Il pouvait rencontrer au foyer paternel M. Naudet, secrétaire perpétuel de l'Académie des inscriptions et belles-lettres, Augustin Thierry, Victor Cousin, Prosper Mérimée, Augustin Fresnel, et son frère Fulgence Fresnel, le général Haxo, Édouard Drouyn de Lhuys, et d'autres.
Il est admis à l'École polytechnique en 1845. Il en sort en 1847 et entre à l'École des ponts et chaussées en 1847. Après trois années d'études, il commence son service dans l'arrondissement de Saint-Lô. Dans ses années de formation à l'École des ponts et chaussées, il a obtenu des succès dans les concours d'architecture.
En 1852, il est attaché aux travaux de construction du chemin de fer de l'Ouest qui sont dirigés par son oncle, Alphonse Baude. Il est chargé de la construction de la ligne entre Rennes et la Loupe. Sur ce tronçon, il fait construire la gare de Fougères et la gare de Vitré. Ces constructions ont développé son goût pour l'architecture.
En 1857, les travaux de sa section terminés, il se rend en Italie pour étudier les monuments de l'Antiquité et les chefs-d'œuvre de tous les styles. Il revient l'année suivante et occupe le poste de répétiteur du cours d'architecture qui vient d'être créé à l'École des ponts et chaussées. Il est chargé du cours pour les élèves externes et donne des leçons sur l'éclairage, le chauffage et la ventilation des édifices. Quatre ans plus tard il est nommé professeur adjoint. En 1869 il est nommé professeur en titre.
Il a occupé le temps que son cours lui laissait libre pour constituer et de publier le Portefeuille de l'École des Ponts et Chaussées, collection de dessins et de modèles d'ouvrages réalisés. Il a aussi regroupé les dessins et modèles envoyés par le ministère des travaux publics à l'exposition universelle de Londres, en 1862, et l'exposition universelle de Paris, en 1867. Membre du jury de cette deuxième exposition, il a rédigé deux rapports, un sur les terres cuites employées dans les constructions, l'autre sur les travaux de routes, de ponts et de navigation intérieure. En 1868, il est nommé membre de la commission devant rédiger un atlas des ports de commerce français.
En 1865, il est titulaire de la chaire de construction de l'École des beaux-arts après Jean Rondelet et Alphonse-François Marie Jaÿ. Eugène Viollet-le-Duc a écrit un réquisitoire contre l'enseignement de l'École, en particulier, contre le cours de construction, dans un article intitulé « Il y a quelque chose à faire » dans la Gazette des beaux-arts de 1862. À l'occasion de la réforme de l'école, en 1863, il fait nommer son disciple Eugène Millet comme professeur de construction, mais il démissionne en 1865. En confiant à des ingénieurs le cours de construction, le but de ce nouvel enseignement était de faire sortir l'architecture d'une étude plus ou moins rationnelle des constructions anciennes et de méthodes plus ou moins empiriques. Il a pu créer un cours spécial qui a pu éviter que les élèves architectes et les membres du corps enseignant aient un sentiment de répulsion face à la nomination d'un ingénieur dans leur école. Après son décès, Emmanuel Brune, ancien élève de l'École polytechnique, lui a succédé, jusqu'à sa mort en 1905.
Avec la guerre franco-allemande de 1870, il se met à la disposition de l'autorité militaire dès le 10 août. Il est nommé commandant dans le corps des ouvriers auxiliaires de l'artillerie commandé par Jean-Baptiste Sébastien Krantz. Il est chargé des travaux nécessaires à l'armement des forts de Bicêtre et d'Ivry ainsi que sur l'enceinte de Paris depuis la Seine jusqu'à la route d'Orléans. Il fallait prévoir les embrasures et les gabionages pour 300 pièces d'artillerie car rien n'avait été préparé. Ces travaux étant terminés au milieu septembre, il travaille le mois suivant sur le barrage du Port-à-l'Anglais et deux ponts sur la Seine, entre Saint-Denis et la presqu’île de Gennevilliers. Puis il a assuré la construction de tranchées. Il est alors sous les ordres de l'amiral La Roncière-Le Noury qui a le commandement du corps d'armée pendant le siège de Paris.
Il est tué en sortant du ministère des travaux publics où il était venu rendre visite à un de ses ouvriers blessé.

## Famille
- Jean-Joseph Baude (1728-1811), docteur en droit, second président du conseil supérieur de la Corse entre 1774 et 1789[2], marié en 1758 avec Gabrielle-Françoise Bouveron (1732-1816), fille de Pierre Bouveron (1692-1741) et de Gabrielle Chèze (1697-1741) :
  - Pierre Joseph Marie Baude (1763-1840)[3], baron d'Empire par le décret du 4 août 1810, préfet du Tarn (1809-1814) et préfet de l'Ain pendant les Cent-Jours, marié avec Anna Roussel (1773-1855)
    - Jean-Jacques Baude (1792-1862) marié à Marie Esther Létoublon (1805-1893)
      - Pierre Jacques Elphège Baude (1826-1871), marié en 1851 avec Anne Adèle Bergon (1827-1877)
        - Pierre Jacques Alphonse Marie Baude (1862-1991) marié en 1889 avec Louise Marie Sidoine Piscatory de Vaufreland (1868-1966)
        - Jeanne Baude (1860-1933) mariée en 1882 avec René Frémy (1851-1919)
          - Elphège Jean René Bertrand Frémy (1883-1966) marié en 1913 avec Marthe de Foucault (1889-1976)
            - Raymond Frémy (1919-1996), contre-amiral, marié avec Yvonne Rivolta (1917-1980)

          - Raymond Frémy (1884-1914), mort pour la France

      - Georges Napoléon Baude (1830-1887)[4], ambassadeur de France, marié en 1863 avec Marie Adélaïde Paule Josèphe de Nompère de Champagny de Cadore

    - Alphonse Frédéric Louis Baude (1804-1885)[5], inspecteur général des Ponts et Chaussées, créateur de la première gare Montparnasse, marié en 1832 avec Louise Caroline Fouques-Duparc (1809-1876)

## Distinction
- Officier de la Légion d'honneur, le 25 janvier 1871[6].

## Prix Elphège-Baude
La société pour l'encouragement de l'industrie nationale crée le prix Elphège-Baude en 1875 ; il est convenu qu'il soit décerné tous les cinq ans à l'auteur des perfectionnements les plus importants au matériel et aux procédés de génie civil, des travaux publics et de l'architecture. Ce prix est décerné pour la première fois en 1880. L'architecte Roger Taillibert en a été honoré en 1977.

## Publications
- Exposition universelle de 1867 à Paris. Extrait des "Rapports du Jury international publiés sous la direction de M. Michel Chevalier". Routes, ponts, navigation intérieure, fondations, etc., imprimerie et librairie administratives de Paul Dupont, Paris, 1867 (lire en ligne)
- Groupe VI - classe 65 - Section II - Terres cuites et poteries, dans Exposition universelle de 1867 à Paris. Rapports du jury international - Classes 65 et 66, Imprimerie administrative de Paul Dupont, Paris, 1868, tome X, p. 95-99 (lire en ligne)
- Groupe VI - classe 65 - Section IV - Routes et ponts, navigation intérieure, fondations et opérations diverses, dans Exposition universelle de 1867 à Paris. Rapports du jury international - Classes 65 et 66, Imprimerie administrative de Paul Dupont, Paris, 1868, tome X, p. 140-214 (lire en ligne)
- Groupe VI - classe 65 - Section VI - Percement de l'isthme de Suez, , dans Exposition universelle de 1867 à Paris. Rapports du jury international - Classes 65 et 66, Imprimerie administrative de Paul Dupont, Paris, 1868, tome X, p. 227-237 (lire en ligne)